# سیلوا کلگیان
سیلوا کلگیان (انگلیسی: Sylva Kelegian؛ زادهٔ ۲۲ فوریهٔ ۱۹۶۲) یک بازیگر تلویزیونی ارمنی‌تبار اهل ایالات متحده آمریکا است. وی از ۱۹۹۴ میلادی تا کنون فعالیت می‌کند.

## بخشی از فیلمشناسی
از فیلم‌ها یا برنامه‌های تلویزیونی که وی در آن نقش داشته است می‌توان به آثار زیر اشاره کرد.
- کدبانوهای وامانده
- تصادف (۲۰۰۴)
- فرار از زندان (مجموعه تلویزیونی)
- مربی کارتر